# Códices Madrid I-II

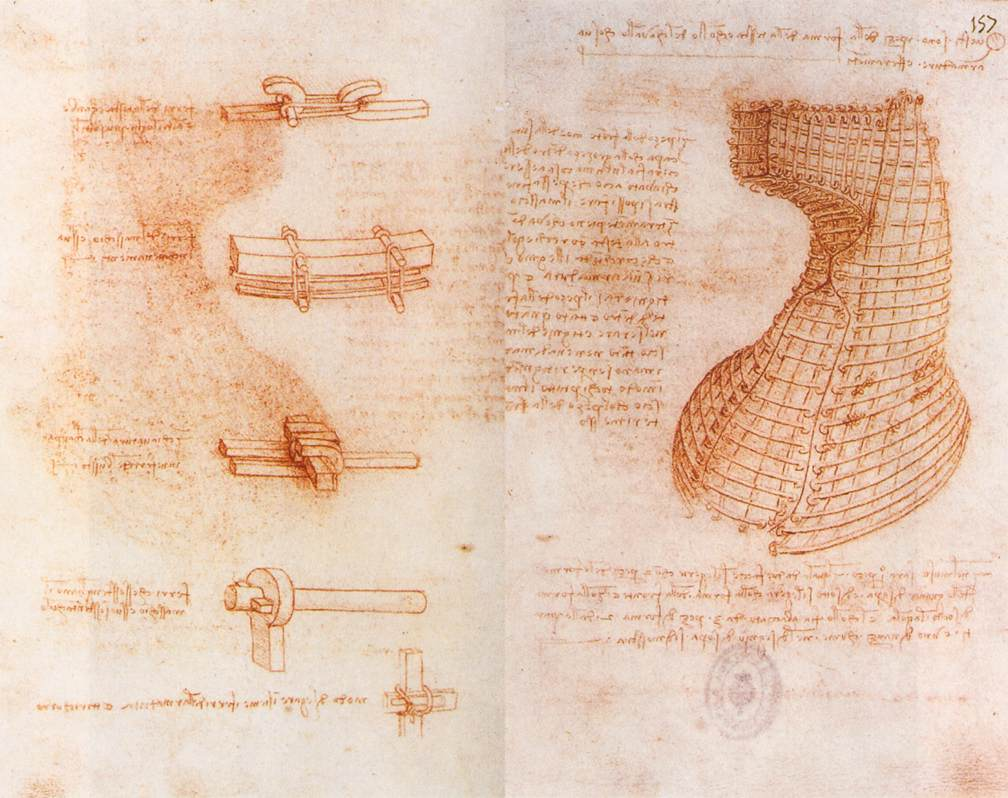
Doble página del manuscrito sobre el monumento Sforza.

Los Códices Madrid I-II (I - Mss. 8937 y  II - Mss. 8936), son unos  manuscritos de Leonardo da Vinci que fueron encontrados en los archivos de la Biblioteca Nacional de España, en Madrid, en 1964. 
Los Códices llegaron a España de la mano de Pompeo Leoni, un escultor de Felipe II. Tras distintos cambios de propietario, fueron transferidos a la Biblioteca del Monasterio de El Escorial, pasando finalmente a la Biblioteca Real, en la que permanecieron extraviados durante 150 años. 

## Descripción
Son ocho volúmenes que contienen 540 páginas, están encuadernados en cuero azul, y tratan sobre mecánica, estática, geometría y poliorcética (construcción y expugnación de fortificaciones). 
Están escritos en un italiano dialectal con una incorrecta concordancia. En los códices se incluye una relación de libros que Leonardo utilizó en la época que los escribía: hay una lista de 116, entre los que figuran por ejemplo algunas gramáticas latinas básicas.
Los manuscritos son de gran importancia en la obra de Leonardo, ya que contienen cerca del 15% de las notas de Leonardo que hay referenciadas hoy día, pero también son importantes por la calidad y relevancia de los temas en ellos recogidos, que representan uno los tratados de ingeniería más importantes de la época.

## Historia
Al morir Leonardo, pasaron a su amigo Francesco Melzi. Unos cincuenta años más tarde Pompeo Leoni, escultor al servicio de Felipe II, los adquirió a su hijo Orazio y los llevó con él a España. Al morir Leoni en 1608 los manuscritos pasaron a las manos de Juan de Espina, un amigo de Francisco de Quevedo y Villegas,  según habladurías de la época: "caballero que vive sólo en una mansión de Madrid y sus servidores son autómatas de madera". 
El príncipe de Gales (Carlos), en su visita a Madrid de 1623, se interesó por los manuscritos, y Espina salió del compromiso regalándoselos al Rey. Los Códices llegaron a la Biblioteca Real en 1712, en la que por diversos motivos permanecieron perdidos hasta 1964, según Martín Abad "por el trasiego de la biblioteca regia por cuatro sedes distintas, por una fatal confusión de signatura y por el aura de Leonardo da Vinci, que cegó a muchos para adosar su fama a la del genio".

## Ediciones
- Codex Madrid I (Mss. 8937) “Tratado de estática y mecánica”

192 folios (384 págs.); formato interior: 215 x 145 mm.
- Codex Madrid II (Mss. 8936) “Tratado de fortificación, estática y geometría”

158 folios (316 págs.); formato interior: 210 x 145  